# Антим Русас
Антим (на гръцки: Άνθιμος, Антимос) е гръцки православен духовник, солунски митрополит от 2004 до 2023 година.

## Биография
Роден е в 1934 година в Салмони, Гърция, със светско име Дионисиос Русас (Διονύσιος Ρούσσας) в семейството на Димитриос и Аргири Русас. В 1952 година започва да учи във Философския факултет на Атинския университет, който завършва в 1957 година. Работи като преподавател по средногръцки, учител и директор на „Елиники Педия“, като същевременно учи в Богословския факултет на Атинския университет, който завършва в 1963 година. Ръкоположен е за дякон в 1964 година и за презвитер в 1965 година. Редактор е на седмичника „Фони Кириу“ от 1965 до 1972 година. В 1966 година е назначен за директор на Службата за апостолическа диакония, а след това на богословското училище. От 1965 до 1974 година е главен свещеник на църквата „Свети Василий“ на улица „Мецово“ в Атина.
На 14 юли 1974 година е избран за дедеагачки, траянуполски и самотракийски митрополит. В епархията по време на служението си издига 35 нови храма и 2 манастира. Основава църковен музей, мъжкия пансион „Агиос Стефанос“ и започва да издава църковното списание „Гноримия“. Допринася за създаването на културния център Антимио, църковната фондация „Агиос Йосиф“ и изграждането на църковния лагер в Макри. Става почетен доктор на Тракийския университет „Демокрит“.
На 26 април 2004 година става солунски архиепископ. Основава Църковния музей в Солун, публикува списание „Евлогия“, продължава строителството на нови храмове.
Митрополит Антим често се изказва по спора между Гърция и Република Македония за името и символите. В 2011 година по повод съобщението за откриване македонска радиостанция в Лерин, той призова гърците да се съберат и да прекратят излъчването на гръцка територия на македонски език. През януари 2012 година след карнавал във Вевчани, на който е извършено символично погребение на Гърция, Антим заявява по време на неделна литургия: „Не се бойте, ще завоюваме БЮРМ за 20 минути с 5 самолета и 10 танка“.
През септември 2015 година митрополит Антим се обявява против безконтролното навлизане на емигранти мюсюлмани в Гърция: „Трябва да помагаме на хората, които идват в нашата страна, но не трябва да губим националната си идентичност и да изчезваме като народ... Наскоро казах, че обичаме всички тези хора и можем да им помогнем. Но Гърция не е в състояние да приеме нови чужденци. Някои изтълкуваха думите ми погрешно... Какво трябваше да кажа? Идват милиони гости от Азия? Ако наистина дойдат милиони, с нас е свършено.“
През ноември 2018 година митрополит Антим заявява, хора не са стъпвали на Луната, и че освен Земята не съществуват други планети и призовава хората да игнорират твърденията на учените.
На 7 август 2023 година Антим подава оставка, която влиза в сила на 13 септември 2023 година.
Умира в Солун на 13 март 2025 година.